# Hugo Soria
Hugo Soria, vollständiger Name Hugo Maximiliano Soria Sánchez, (* 16. Februar 1990 in Montevideo) ist ein uruguayischer Fußballspieler.

## Verein
Der nach Angaben seines Vereins 1,80 Meter große Mittelfeldspieler Soria stammt aus der Jugend Danubios. Er stand mindestens seit der Clausura 2012 im Kader des Erstligisten Danubio. Für die Montevideaner bestritt er bis zum Abschluss der Spielzeit 2012/13 22 Spiele in der Primera División und erzielte einen Treffer. In der Saison 2013/14 gewann er mit Danubio die Landesmeisterschaft und trug dazu mit 30 absolvierten Erstligaspielen (kein Tor) bei. Im August 2014 wechselte Soria zu Danubios Ligakonkurrenten Club Atlético Rentistas. Dort wurde er in der Saison 2014/15 zweimal (kein Tor) in der Copa Sudamericana 2014 und 29-mal (drei Tore) in der Primera División eingesetzt. Während der Spielzeit 2015/16 folgten 25 weitere Erstligaeinsätze (kein Tor). Sein Verein stieg am Saisonende ab. Im August 2016 schloss er sich dem argentinischen Klub All Boys an. Bislang (Stand: 16. Juli 2017) lief er bei den Argentiniern in 31 Ligaspielen (ein Tor) auf.

## Erfolge
- Uruguayischer Meister 2013/14